# Live in Bucharest: The Dangerous Tour
Live in Bucharest: The Dangerous Tour là một DVD hòa nhạc trực tiếp của Michael Jackson phát hành năm 2005. Trước đó, DVD có mặt trong album tập hợp Michael Jackson: The Ultimate Collection. Buổi hòa nhạc diễn ra trong giai đoạn đầu của chuyến lưu diễn Dangerous World Tour vào ngày 1 tháng 10 năm 1992 tại Bucharest National Stadium, với with a sold-out attendance of 70,000. Buổi hòa nhạc là buổi hòa nhạc duy nhất của Jackson được phát hành DVD; cùng với buổi hòa nhạc HIStory tại Seoul, được phát hành trên VHS tại Hàn Quốc, hai buổi hòa nhạc này là duy nhất được phát hành chính thức. DVD đã bán được 950.000 bản trên toàn thế giới.

## Danh sách các track
1. "Introduction"
2. "Jam"
3. "Wanna Be Startin' Somethin'"
4. "Human Nature"
5. "Smooth Criminal"
6. "I Just Can't Stop Loving You" (duet with Siedah Garrett)
7. "She's out of My Life"
8. "I Want You Back"
9. "The Love You Save"
10. "I'll Be There"
11. "Thriller"
12. "Billie Jean"
13. "Black Panther" (Video Interlude)
14. "Workin' Day and Night"
15. "Beat It"
16. "Will You Be There"
17. "Black or White"
18. "Heal the World"
19. "Man in the Mirror"
20. "Finale"
21. "Credits"

## Chứng nhận
| Quốc gia    | Chứng nhận  | Doanh số |
| ----------- | ----------- | -------- |
| Australia   | 9x Bạch kim | 135,000  |
| Nhật Bản    | Vàng        | 100,000  |
| New Zealand | 3x Bạch kim | 15,000   |
| Ba Lan      | Bạch kim    | 10,000   |
| Bồ Đào Nha  | Bạch kim    | 8,000    |
| Tây Ban Nha | Bạch kim    | 25,000   |
| Hoa Kỳ      | Vàng        | 50,000   |